# Christa Linder
Christa Linder (Berchtesgaden; 3 de diciembre de 1943) es una actriz y modelo alemana quien desarrolló su carrera artística durante la segunda mitad de la década de 1960 y comienzos de la década de 1980 tanto en su país como en el extranjero.

## Biografía
Christa Linder nació en Berchtesgaden, Alemania el 3 de diciembre de 1943 y junto con su hermana, la también actriz Hansi Linder (1942-2010), estudió ballet y danza. En 1962 participó y ganó el concurso de Miss Austria para luego representar a ese país en la edición del Miss Universo de ese mismo año, donde quedó entre las 15 finalistas.
Posteriormente Linder se dedicó al modelaje hasta que, mientras se encontraba descansando en la piscina de un hotel en Munich, fue descubierta por el cineasta alemán Alfred Weidenmann quien le ofrece un papel en la película Verdammt zur Sünde (1964) y, aunado a su belleza y naturalidad interpretativa, Linder termina participando durante los siguientes cuatro años en películas de los géneros de aventura y espionaje tanto en Alemania como en otros países de Europa e, incluso, también llegó a participar en un capítulo de la serie bélica estadounidense The Rat Patrol. Sus películas más conocidas de ese período fueron: Fünf vor 12 in Caracas, Las siete magníficas (ambas de 1966) y I giorni dell'ira (1967).
Para 1967 la carrera de Linder entra a una nueva etapa cuando, tras viajar a Acapulco en ocasión de la X Reseña Internacional Cinematográfica celebrada allí, recibe varias ofertas para trabajar en el cine mexicano y terminó residiendo en ese país durante los siguientes cinco años filmando 12 películas, en donde también incursiona en los géneros de comedia, suspenso y terror. De esta época se destacan: Vagabundo en la lluvia (1968), El águila descalza (1969), Juegos de alcoba (1969), La noche de los mil gatos (1970), Invasión siniestra (1971), Un pirata de doce años (1971) y Mi amorcito de Suecia (1972). Linder, además, también fue modelo de la conocida marca de cerveza Superior y, en agosto de 1972, apareció en la edición estadounidense de la conocida revista Playboy.
Luego de cinco años de ausencia Linder regresaría al Viejo Continente en 1972 y se establece en Roma, donde comenzaría la que sería la última etapa de su carrera al participar en películas de la llamada Commedia sexy all'italiana y algunos papeles menores en series estadounidenses como Switch (1977) y Trapper John, M.D. (1981) hasta que en 1982, tras participar en el episodio piloto de la serie Moonlight (la cual fue cancelada), Christa Linder decidió retirarse del mundo del espectáculo para trabajar durante un tiempo como fisioterapeuta en Los Ángeles y, luego, volver definitivamente a Alemania. Sus películas más rescatables de esta etapa son: Tutti Figli di Mamma Santissima (1972), Elena sì... ma di Troia (1973), La principessa sul pisello, Víbora caliente (ambas de 1976), La hora del jaguar (1977), Hooper (1978) y El sexólogo (1980).

## Filmografía

### Cine
- Verdammt zur Sünde (1964) ... Mi Mo
- Die Liebesquelle (1966) ... Britta
- Kommissar X - Jagd auf Unbekannt (1966) ... Pamela Hudson
- Der Würger vom Tower (1966) ... Jane Wilkins
- Fünf vor 12 in Caracas (1966) ... Helen Remington
- Las siete magníficas (1966) ... Bridget
- Kommissar X - Drei grüne Hunde (1967) ... Gisela
- Lotosblüten für Miss Quon (1967) ... Stella
- I giorni dell'ira (Day Of Anger) (1967) ... Gwen
- Negresco - Eine tödliche Affäre (1967) ... Anita
- El matrimonio es como el demonio (1967) ... Ana Selash (no aparece en los créditos)
- Vagabundo en la lluvia (1968) ... Angela
- Click, fotógrafo de modelos (1968) ... Diciembre
- Invasión siniestra (1968) ... Laura (estrenada en 1971)
- El águila descalza (1969) ... Sirene Martínez
- Juegos de alcoba (1969) ... Claudia (Episodio "El amigo íntimo") (estrenada en 1971)
- El ardiente deseo (1970) ... Silvia (estrenada en 1971)
- La noche de los mil gatos (1970) ... Christa (estrenada en 1972)
- Un pirata de doce años (1971) ... Lady Harold
- Blue Demon y Zovek en La invasión de los muertos (1971) ... Erika (estrenada en 1973)
- El imponente (1972) ... María
- Mi amorcito de Suecia (1972) ... Laura
- Decameron '300 (1972)
- Confessioni segrete di un convento di clausura (1972) ... Esposa de Ser Lappolo
- Tutti Figli di Mamma Santissima (1973) ... Dolly
- I racconti di Viterbury - Le più allegre storie del '300 (1973) ... Fiora
- Un ufficiale non si arrende mai nemmeno di fronte all'evidenza, firmato Colonnello Buttiglione (1973)
- Troppo rischio per un uomo solo (1973) ... Ingrid
- Patroclooo!... e il soldato Camillone, grande grosso e frescone (1973) ... Sabina
- Elena sì... ma di Troia (1973) ... Elena de Troya
- Fra' Tazio da Velletri (1974) ... Monna Lisa
- La governante (1974) ... Francesca
- Sistemo l'America e torno (1974) ... Katia
- Der Kleine Schwarze mit dem roten Hut (1975) ... Hermana dorada
- Il cav. Costante Nicosia demoniaco, ovvero: Dracula in Brianza (1975) ... Liù Pederzoli
- La principessa sul pisello (1976)
- Bel Ami (1976) ... Anita
- Víbora caliente (1976) ... Eva
- La hora del jaguar (1977) ... Annette Mercier
- El sexólogo (1980) ... Leonor

### Televisión

#### Series
- Die Bräute meiner Söhne (1966) ... Anita (episodio "Thomas macht sich fit")
- The Rat Patrol (1966) ... Ilse (episodio "The Life Against Death Raid")
- Tatort (1972) ... (episodio "Kressin und der Mann mit dem gelben Koffer")
- Tegtmeiers Reisen (1973) ... Blondine (episodio "Mit Backschisch und Burnus")
- Switch (1977) ... Mademoiselle (episodio "Downshift")
- Trapper John, M.D. (1981) ... Ingrid (episodio "A Case of the Crazies")

#### Películas
- Hooper, el increíble (1978)
- Moonlight (1982) ... Ulriche Pabst